# 최돈웅
최돈웅(崔燉雄, 1935년 3월 25일 ~ 2018년 6월 27일)은 대한민국의 제8대, 제14대, 제16대 국회의원을 지낸 정치인이다.
2000년 대한민국 16대 총선에 출마하여 당선되었으나, 선거법 위반 혐의로 당선 무효가 거의 확실해지자 의원직을 사퇴했다가 보궐선거에 출마하여 재차 당선되었다.
2002년 대한민국 대통령 선거에서 한나라당 이회창 후보를 위해 불법 대선자금을 기업으로부터 받은 혐의로 징역 1년형을 선고받고 복역하다가 2004년 특사로 풀려나왔다.
강릉MBC의 49% 지분을 가진 제2대 주주였다. 하지만 2005년
문화방송 본사에서
김영일 사장을 조승필로 교체하려 할 때
끝까지 반대하는 등 심각한
갈등을 겪었다. 결국 2005년
문화방송본사에서 최돈웅씨의 지분 49%를 79억원에 매입하였다.
2007년 10월에는 한나라당 상임고문으로 임명되었다가, 불법 대선자금 관련
인물을 상임고문으로 다시 불러들이는 데 대한 반발로 이틀 만에 자진사퇴하였다.
아버지는 일제강점기에 조선총독부 중추원 참의를 지낸 최준집이다.

## 학력
- 강릉초등학교 졸업
- 경기중학교 졸업
- 경기고등학교 졸업
- 서울대학교 공과대학 졸업

## 역대 선거 결과
|  | 54.00% |

|  | 37.63% |

|  | 27.54% |

|  | 42.11% |

|  | 44.1% |